# 安德尔·莫尔特雷尔
安德尔·莫尔特雷尔（德語：Anderl Molterer，1931年10月8日—2023年10月25日），奥地利男子高山滑雪运动员。他曾代表奥地利参加1956年和1960年冬季奥林匹克运动会高山滑雪比赛，获得一枚银牌和一枚铜牌。